# Melanchra unicolor
Melanchra unicolor är en fjärilsart som beskrevs av Otto Staudinger 1871. Melanchra unicolor ingår i släktet Melanchra och familjen nattflyn. Inga underarter finns listade i Catalogue of Life.